# Kommissarin Lucas – Lovergirl
Lovergirl ist ein Film des ZDF, der Teil der Serie Kommissarin Lucas ist. Stefan Kornatz führte Regie bei dem 2013 ausgestrahlten Fernsehfilm. Für Ellen Lucas (Ulrike Kriener) geht es in ihrem achtzehnten Fall um Menschenhandel und Zwangsprostitution. Die Haupt-Gaststars in dieser Folge sind neben Roeland Wiesnekker, Irina Potapenko und Heiner Hardt, Thomas Loibl, Joachim Nimtz sowie Michael Kranz.

## Handlung
Kriminalhauptkommissar Boris Noethen wird von Claudia Benner, einer alten Bekannten, telefonisch um Hilfe gebeten. Sie deutet an, dass es um eine junge Frau gehe, mehr wolle sie am Telefon erst einmal nicht sagen. Das Gespräch bricht abrupt ab, nur noch Geräusche eines Kampfes sind zu hören. Noethen fährt zusammen mit Kriminalhauptkommissarin Ellen Lucas zu einem Wohnwagen am Stadtrand, in dem sie Benner aber nur noch tot vorfinden, sie ist erstochen worden. Ganz offensichtlich ging sie in dem Wohnmobil der Prostitution nach. Die besagte junge Frau treffen sie dort nicht an, wohl aber einen Kunden namens Gernot Ketterer, der angeblich seine Jacke im Wohnwagen vergessen hat. Zur Überraschung der Beamten tauchen ganz plötzlich Beamte vom BKA am Tatort auf. Noethen versucht zu klären, wer hier nun zuständig ist.
Als Kai Benner vom Tod seiner Mutter erfährt, scheint ihn besonders zu beschäftigen, dass Ketterer, der ihn entlassen hatte, immer noch Kunde bei seiner Mutter war. Lucas’ Ermittlungen führen erst einmal zu Viktor Gheorghi, den Benner zuletzt über ihr Handy angewählt hatte. Wie sich herausstellt, hatte er zur selben Zeit, als der Anruf erfolgte, einen Autounfall ganz in der Nähe des Wohnwagens. Gheorghi, der als Sicherheitsmann für ein ganz in der Nähe gelegenes Bordell arbeitet, behauptet jedoch, weder Claudia noch jene junge Frau zu kennen, die um Hilfe gebeten hatte. Lucas ist sich jedoch sicher, dass er lügt und heftet sich an Gheorghis Fersen. Weitere Ermittlungen ergeben, dass Gheorghi nicht allein war, als der Unfall passierte, sondern in Begleitung einer jungen Frau, die aber davongelaufen ist. Ganz offensichtlich war das die Frau, die bei Claudia im Wohnwagen war.
Lucas und ihr Team setzen nun alles daran, die junge Frau zu finden. Nach einer Razzia im Bordell und einem Spezialeinsatz ihres Assistenten Tom Brauer ist sich die Kommissarin sicher, dass dort osteuropäische Frauen von einem Frauenhändlerring illegal zur Prostitution gezwungen werden. Unklar ist, was Claudia Benner damit zu tun hatte. Hatte sie eventuell Kontakt zu den Zwangsprostituierten? Wenig hilfreich für Lucas und ihr Team ist, dass die Kollegen vom BKA ihre Ermittlungen immer wieder behindern. Als sich dann Viktor Gheorghi auch noch als verdeckter Ermittler des BKA zu erkennen gibt, wird die Sache noch verzwickter.
Vom Unfallgegner Gheorghis Horst Metzger erfährt Lucas, dass die junge Frau, die davongelaufen ist, Alina heißt. Als Lucas sich querstellt, weil das BKA mauert, erzwingt sie ein Gespräch mit Jensen, in dem sie erfährt, dass Alina eine der wenigen gewesen sei, die gegen Ilona Ganske, die im großen Stil Mädchen aus Rumänien in die Zwangsprostitution treibt, aussagen wollte. Sie hatte Vertrauen zu dem verdeckt arbeitenden Viktor Gheorghis gefasst. Bevor man sie noch in Sicherheit bringen konnte, sei es dann zu dem Unfall gekommen, bei dem Alina geflohen sei. Ganske glaube, dass Alina tot sei. Lucas will wissen, ob Alina auch in der ungeklärten Geschichte mit Catrinel Popescu aussagen sollte, was von Jensen verneint wird. Bei dem Gespräch ist auch Wallner zugegen, dem Lucas nicht traut. Kurz darauf bekommt die Kommissarin einen Anruf, in dem Alina sie verzweifelt um Hilfe anfleht, der Mörder ihrer Schwester sei hinter ihr her. Lucas gelingt es, Alina in Sicherheit zu bringen. Sie sagt aus, dass dieser Deutsche, womit sie Wallner meint, ihre kleine Schwester erschossen habe. Alina gesteht, dass sie Claudia Benner getötet habe, da sie doch das Geld für ihre weitere Flucht gebraucht habe. Alina will auch weiterhin gegen Ilona Ganske aussagen, möchte aber unbedingt zuvor ihre Mutter sehen.
In Bukarest werden Ganske und ihre Helfershelfer bei der Begrüßung neuer Mädchen, die man für die Bordelle braucht und unter Vorspiegelung falscher Tatsachen nach Deutschland lockt, festgenommen. Noethen versichert Lucas, dass Jensen und Wallner sich für ihre Handlungsweise verantworten müssten.

## Produktion, Veröffentlichung
Lovergirl wurde vom 1. Oktober bis 7. Dezember 2012 in München und Regensburg gedreht und am 20. April 2013 zur Hauptsendezeit im ZDF erstausgestrahlt.

## Rezeption

### Einschaltquote
Bei seiner Erstausstrahlung wurde der Film von 6,12 Mio. Zuschauern gesehen und erreichte einen Marktanteil von 20,2 Prozent.

### Kritik
TV Spielfilm zog das Fazit: „Spannend und hintergründig wie immer“
Für Rainer Tittelbach von tittelbach.tv war der 18. Fall von Kommissarin Lucas „ein unspektakulärer Film“, in dem es „einmal mehr um Menschenhandel & Zwangsprostitution“ gehe. Weiter schrieb der Kritiker: „Ziemlich beiläufig werden die beiden Neuen (u. a. Anna Brüggemann) im Team der Regensburger Kripo eingeführt, entsprechend unscheinbar bleiben sie. Es hat den Eindruck, als habe das ZDF ein bisschen am Konzept gedreht: Vom schicken SOKO-Großraum mit coolem US-Look geht es nun in ein typisches Provinz-Kommissariat. Das ist glaubwürdiger als früher, aber längst nicht so sexy!“ ‚Lovergirl‘ ziehe „den Zuschauer in den ersten Minuten hinein in die Geschichte, die sich assoziativ und sinnlich erfassen lasse: Menschenhandel, Bedrohung, Mord“. Im Anschluss jedoch blieben die Ermittlungen der Kommissare „hinter dem zurück, was der Zuschauer schon“ wisse.
Für den Kritiker Tilmann P. Gangloff war Victor Gheorghi, „der Mann fürs Grobe im Syndikat“, die „Schlüsselfigur des Films“. Gangloff schrieb: „Roeland Wiesnekker hat die mit Abstand interessanteste Rolle des Films und verkörpert diesen scheinbar kaltblütigen Gangster mit seiner ganzen Klasse. Der Rest der Geschichte ist ohnehin nur Ablenkungsmanöver.“ Abschließend befand er: „Abgesehen von den überflüssigen Ausflügen ins Privatleben inszeniert Stefan Kornatz den Krimi bemerkenswert dicht. Buch und Regie zeichnen sich zudem durch große Sorgfalt gerade auch im Detail aus; immer wieder stößt man auf Kleinigkeiten, die zunächst nicht wichtig erscheinen, aber zur Komplexität des sehenswerten Krimis beitragen.“
Julian Miller von Quotenmeter.de hingegen war der Ansicht, dass es „im vergangenen Jahr hinsichtlich der erzählerischen Dichte mit der Serie steil bergab gegangen“ sei und stellte in den Raum: „Schafft die neue Folge den dramaturgischen Turnaround?“ Seine Antwort lautete: „‚Lovergirl‘ mag verglichen mit den letzten Folgen von ‚Kommissarin Lucas‘ wieder ein wenig mehr überzeugen – ihre besten Zeiten scheint die Reihe jedoch hinter sich zu haben.“ So bemängelte er, dass die Nebenhandlung mit Vermieter und Schwester „mittlerweile deutlich auserzählt scheine“ und die „gesellschaftlich relevanten Themen auf der zweiten Ebene“ schon „vielschichtiger und wann immer möglich auch eine Spur kompromissloser erzählt“ worden seien. Positiv vermerkte er, dass Ulrike Kriener und Michael Roll „nach wie vor überzeugen“ würden.